# Delphyne Peretto
Delphyne Peretto (* 9. Februar 1982 in Albertville) ist eine ehemalige französische Biathletin.
Delphyne Peretto betrieb seit 1998 Biathlon. Die in Beaufort lebende gelernte Skilehrerin ist Sportsoldatin und gehörte seit 1999 dem französischen Nationalkader an. Ihr Weltcup-Debüt gab sie zum Auftakt der Saison 2004/05 im norwegischen Beitostølen. In Sprint (43.) und Verfolgung (38.) konnte sie noch keine Punkte gewinnen, doch wurde sie auch sofort in der Staffel eingesetzt, mit der sie Rang drei erreichte. Ihre beste Platzierung in einem Einzelrennen war ein achter Rang in Pokljuka im Dezember 2007. Weitaus erfolgreicher war Delphyne Peretto mit der französischen Staffel, mit der sie drei Weltcups gewann und weitere neun Podestplätze erreichte.

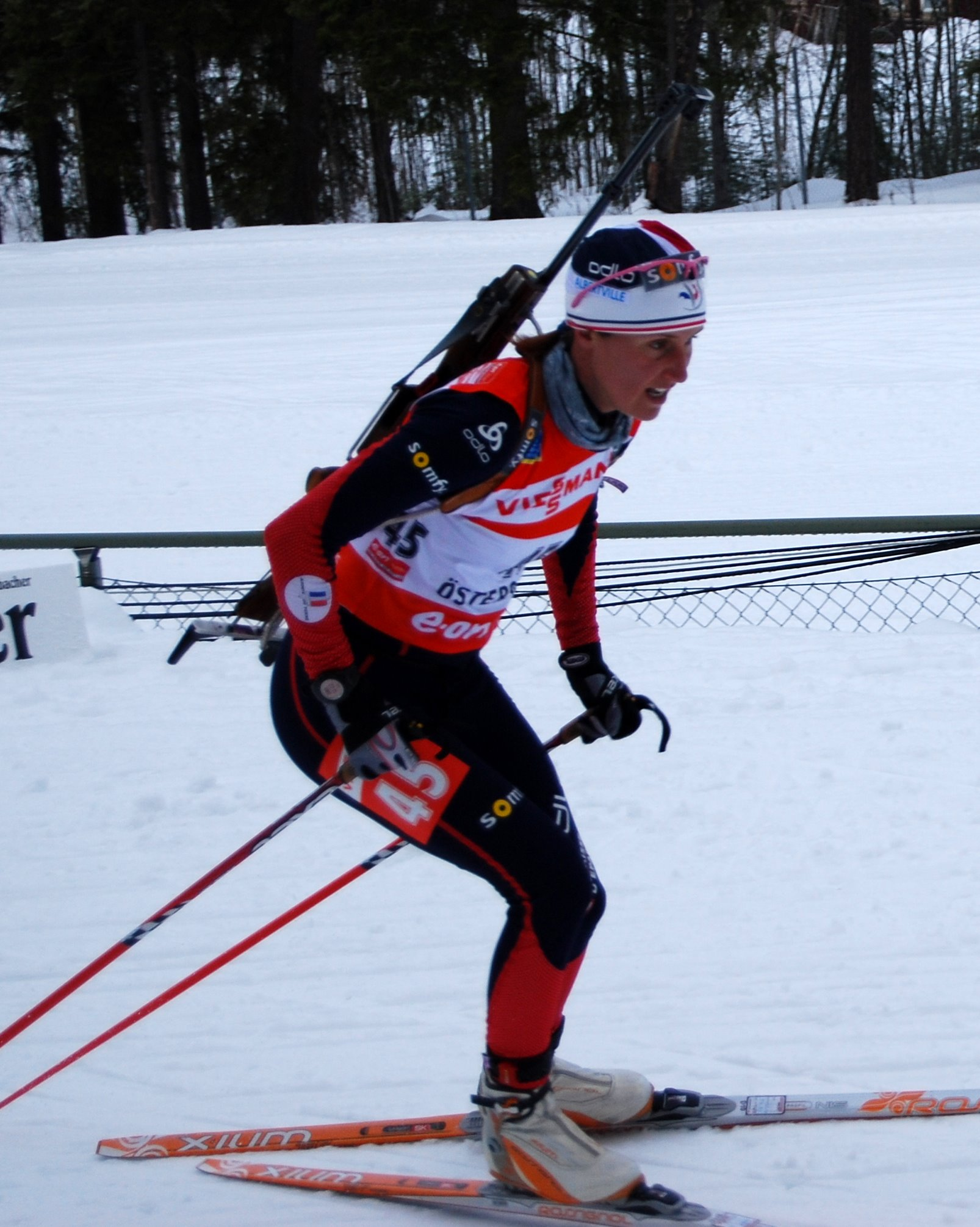
Delphine Peretto während der Weltmeisterschaften 2008 in Östersund

Im Jahr 2005 verpasste sie als Viertplatzierte bei den Weltmeisterschaften in Hochfilzen und als Fünftplatzierte bei der Mixed-WM in Chanty-Mansijsk eine Medaille jeweils nur knapp. Bei den Olympischen Spielen 2006 von Turin wurde sie in allen Rennen eingesetzt und lief als 14. im Sprint zu einem ihrer besten Ergebnisse in einem Einzelrennen. Mit der Bronzemedaille in der Staffel gewann sie zudem ihre erste olympische Medaille. 2007 gewann sie mit der Staffel auch ihre erste Weltmeisterschaftsmedaille (Silber). 2008 gewann sie mir Bronze ihre zweite Medaille mit der Damenstaffel im schwedischen Östersund.
Anfang April 2008, nach den Militärweltmeisterschaften, erklärte Delphyne Peretto ihren Rücktritt vom aktiven Biathlonsport.

## Biathlon-Weltcup-Platzierungen
Die Tabelle zeigt alle Platzierungen (je nach Austragungsjahr einschließlich Olympische Spiele und Weltmeisterschaften).
- 1.–3. Platz: Anzahl der Podiumsplatzierungen
- Top 10: Anzahl der Platzierungen unter den ersten zehn (einschließlich Podium)
- Punkteränge: Anzahl der Platzierungen innerhalb der Punkteränge (einschließlich Podium und Top 10)
- Starts: Anzahl gelaufener Rennen in der jeweiligen Disziplin

| Platzierung | Einzel | Sprint | Verfolgung | Massenstart | Staffel | Gesamt |
| ----------- | ------ | ------ | ---------- | ----------- | ------- | ------ |
| 1. Platz    |        |        |            |             | 3       | 3      |
| 2. Platz    |        |        |            |             | 4       | 4      |
| 3. Platz    |        |        |            |             | 5       | 5      |
| Top 10      | 1      | 1      |            |             | 19      | 21     |
| Punkteränge | 8      | 17     | 16         | 7           | 19      | 67     |
| Starts      | 14     | 36     | 26         | 7           | 19      | 102    |